# Jan Hogendijk
Jan Pieter Hogendijk (Leeuwarden, 21 de julho de 1955) é um historiador da matemática neerlandês, que trabalha principalmente com matemática no Islam Medieval.

## Vida
Hogendijk obteve um doutorado em 1983 na Universidade de Utrecht, orientado por Frederik van der Blij e Gerald James Toomer..
De 2004 a 2009 foi professor de história da matemática na Universidade de Leiden e a partir de 2005 na Universidade de Utrecht. Foi também professor adjunto na King Fahd University of Petroleum and Minerals em Dhahran e de 2008 a 2010 na Universidade de Teerã.
Foi palestrante convidado do Congresso Internacional de Matemáticos em Zurique (1994: Mathematics in medieval islamic Spain).
Recebeu em 2012 o primeiro Prêmio Otto Neugebauer de história da matemática da European Mathematical Society.

## Publicações selecionadas
como autor
- Ibn al Haytham´s completion of the Conics (Sources in the history of mathematics and physical sciences; Volume 7). Springer, Berlim 1985, ISBN 3-540-96013-9 (anexo tese, Universität Utrecht 1983).

como editor
- The enterprise of Science in Islam. New Perspectives. MIT Press, Cambridge, Mass. 2003, ISBN 0-262-19482-1 (com Abdelhamid I. Sabra).
- Studies in the History of the Exact Sciences in Honour of David Pingree (Islamic philosophy, theology and science; Volume 54). Brill, Leiden 2003, ISBN 90-04-13202-3 (com Charles Burnett, Kim Plofker e Michio Yano).